# Claire Littleton
Claire Littleton – jedna z bohaterów serialu "Zagubieni". Gra ją Emilie de Ravin.
Młoda Australijka. Mieszka wraz ze swym chłopakiem (początkującym malarzem), zachodzi z nim w ciążę. Chłopak początkowo wydaje się szczęśliwy, lecz z czasem dochodzi do wniosku, że ojcostwo w tak młodym wieku jest nie dla niego. Zostawia Claire samą sobie. Zdesperowana dziewczyna, za namową swej przyjaciółki, udaje się do wróża, ten jednak po doczytaniu jej przyszłości wydaje się poruszony i odmawia ujawnienia dziewczynie czego się dowiedział. Dopiero w czasie drugiej wizyty wyjawia to. Sprawa dotyczy jej dziecka. Według wizji dziewczyna musi sama je wychować, gdyż w przeciwnym razie, dziecko sprawi wiele problemów. To jednak koliduje z planami Claire, która planuje oddać dziecko do adopcji. Wróż przez długie tygodnie namawia dziewczynę by zmieniła zdanie, aż wreszcie sam je zmienia, twierdząc, że znalazł odpowiednie rozwiązanie. Ma to być adopcja przez wybranych przez niego, jakoby odpowiednich ludzi. Mieszkają oni w Los Angeles i tam też ma się udać ciężarna dziewczyna. Otrzymuje obietnicę otrzymania sporej sumy pieniędzy za dziecko, jedynym warunkiem jest, aby do LA odleciała już na drugi dzień, pechowym, jak się okazało, samolotem. Już na wyspie, po katastrofie Claire dochodzi do wniosku, że do podróży została nakłoniona tylko po to, aby wraz ze swym nienarodzonym dzieckiem stać się ofiarą katastrofy.
Na wyspie sympatyczna dziewczyna otoczona jest opieką. W szczególności przez zakochanego w niej Charliego. Zanim urodziła zdrowe dziecko została porwana przez jednego z "Innych", Ethana, lecz dzięki Alex udało się jej zbiec z niewoli. Synkowi nadała imię Aaron. Przyjaźniła się z Shannon. To z nią często rozmawiała, i to z nią znalazła butelkę z listem, którą postanowiły oddać Sun.
Claire urodziła Aarona w dżungli, poród odbierała Kate, ponieważ Jack zajęty był ratowaniem Boone'a. Po urodzeniu dziecka nadal znajduje się pod troskliwą opieką Charliego. Gdy Aaron został porwany, rockman bez namysłu pobiegł go odebrać. Gdy przyniósł dziecko, Claire była pewna, że mu ufa. Mr. Eko przyniósł jej figurki Matki Boskiej wypełnione heroiną należące do Charliego. Claire bardzo się na nim zawiodła, wyrzuciła z namiotu, oraz zabroniła opiekować się dzieckiem. Jego obowiązki przejął Locke, który traktował ją jak córkę. Później, gdy Charlie przyniósł szczepionkę dla dziecka, Claire znowu mu zaufała. Widziała, jak pozbył się figurek. Wymienili pocałunki. Claire dzięki Libby przypomniała sobie co działo się z nią gdy porwał ją Ethan. Po implozji bunkra zaczął prześladować ją pech. Najpierw o mało co nie spadł na nią odłamek włazu, ledwo uniknęła uderzenia piorunu, gdyby nie Desmond utopiłaby się.
Po śmierci Charliego przechodzi na stronę Locke'a i z jego grupą ukrywa w domach Innych. Kiedy ich obóz atakują żołnierze Keamy'ego w nocy ucieka wraz z Sawyerem, Hurleyem i Milesem. Kiedy zatrzymują się aby przespać, Claire wstaje i widzi swojego ojca Christiana Shepharda, który mówi jej aby za nim poszła. Claire idzie za nim zostawiając Aarona i znika w ciemnościach. Jako ostatni widzi ją Locke, gdy wchodzi do chatki Jacoba.
Aarona zabiera ze sobą Kate, która mówi wszystkim że to jej dziecko. Claire przekazuje jej ze ma trzymać ze sobą Aarona, ponieważ ona musi zostać na wyspie.